# Duarte de Abreu
Duarte de Abreu (Rio de Janeiro, 3 de junho de 1860 – São Paulo, 3 de março de 1928) foi um médico, fazendeiro e político  brasileiro. 

## Genealogia
Filho do médico mineiro Anastacio Sinfronio de Abreu e de Ana Flávia Maria Nogueira da Gama, mãe de Maria Flavia de Abreu, da Fazenda das Minhocas, em Jaboticatubas, Minas Gerais. Seu avô materno era o Coronel Pedro Gomes Nogueira. Duarte casou-se com Albertina Weguelin de Abreu. O casal teve dois filhos, sendo Raul Weguelin de Abreu, um advogado, professor universitário e diretor de serviço do Senado Federal, bem como Sylvio Weguelin de Abreu, um Almirante, da Marinha do Brasil. 

## Na política
Ingressou na política em 1904, tendo sido eleito vereador em Juiz de Fora. Uma vez empossado, tornou-se presidente da Câmara Municipal de Juiz de Fora e prefeito no mesmo município 1905-1907, pelo Partido Republicano Mineiro. 
Concorreu a um mandato eletivo em 1909, tendo sido eleito Deputado Federal por Minas Gerais. Assumiu o cargo na Câmara dos Deputados em maio daquele ano, tendo permanecido até o final da legislatura, o que ocorreu em 1911.

## Na Medicina
Era grande amigo do pai do escritor Pedro Nava, que se chamava José.
"Juntos, os dois (o Dr. Duarte e José N Nava) aparecem em notícias nos jornais de Juiz de Fora (O Pharol, Jornal do Commercio), relacionadas a serviços prestados à população da cidade à época da enchente de 1906, a maior das inundações que a cidade sofrera na primeira década do século XX, segundo os jornais. O Jornal do Commercio, em 14 de janeiro de 1906, quando noticiava as conseqüências da enchente causada “pelo transbordo do Parahybuna, que transformou toda a parte baixa de Juiz de Fora numa cidade lacustre”. [...] “Em sua visita aos pontos que mais têm soffrido com a inundação, o dr. Duarte de Abreu tem sido acompanhado pelo Dr. Lustosa, engenheiro municipal e Nava, director de hygiene”."

## Outras atividades
Após deixar a Câmara, continuou a residir no Rio de Janeiro, onde trabalhou no 2º Ofício de Registro de Títulos e Documentos até o ano de sua morte. Foi fazendeiro na cidade de Juiz de Fora. 

## Homenagens
Em Juiz de Fora encontra-se a Escola Estadual Duarte de Abreu, além da Rua Doutor Duarte de Abreu.